# هربرت ای. گریر
هربرت ای. گریر (انگلیسی: Herbert E. Grier; ۳ ژوئیهٔ ۱۹۱۱ – ۱۷ مارس ۱۹۹۹) مهندس اهل ایالات متحده آمریکا بود.
وی همچنین برندهٔ جوایزی همچون نشان ملی علوم و مدال خدمات برجسته ناسا شده‌است.